# Dorstenia hirta
Dorstenia hirta är en mullbärsväxtart som beskrevs av Nicaise Auguste Desvaux. Dorstenia hirta ingår i släktet Dorstenia och familjen mullbärsväxter. Inga underarter finns listade i Catalogue of Life.